# Heinrich von Aulich
Heinrich Edler von Aulich, avstrijski general, * 22. junij 1847, † 30. november 1909.

## Pregled vojaške kariere
Napredovanja
- generalmajor: 1. november 1901 (z dnem 15. novembrom 1901)
- podmaršal: 1. maj 1906 (z dnem 8. majem 1906)